# Rugby sevens nos Jogos Pan-Americanos
A participação do Rugby sevens nos Jogos Pan-Americanos irá se dar pela primeira vez na vigésima primeira edição do evento, a ser realizada em outubro de 2011 em Guadalajara, no México. Em 11 de julho de 2007, Mario Vazquez Rana, presidente da Organização Desportiva Pan-Americana (ODEPA), anunciou que o rugby sevens seria adicionado à lista de esportes pan-americanos como resultado de uma votação na assembléia geral da organização.

## Torneio masculino
| 2011 Detalhes | Guadalajara | Canadá    | 26 – 24 | Argentina | Estados Unidos | 21 – 17 | Uruguai        |
| 2015 Detalhes | Toronto     | Canadá    | 22 – 19 | Argentina | Estados Unidos | 40 – 12 | Uruguai        |
| 2019 Detalhes | Lima        | Argentina | 33 – 10 | Canadá    | Estados Unidos | 24 – 19 | Brasil         |
| 2023 Detalhes | Santiago    | Argentina | 24 – 5  | Chile     | Canadá         | 19 – 17 | Estados Unidos |

## Torneio feminino
| 2015 Detalhes | Toronto  | Canadá         | 55 – 7  | Estados Unidos | Brasil   | 29 – 0  | Argentina |
| 2019 Detalhes | Lima     | Canadá         | 24 – 10 | Estados Unidos | Colômbia | 29 – 24 | Brasil    |
| 2023 Detalhes | Santiago | Estados Unidos | 19 – 12 | Canadá         | Brasil   | 45 – 0  | Colômbia  |

## Nações participantes

### Masculino
| Nação          | 2011              | 2015              | 2019              | 2023              |
| -------------- | ----------------- | ----------------- | ----------------- | ----------------- |
| Argentina      | Medalha de prata  | Medalha de prata  | Medalha de ouro   | Medalha de ouro   |
| Brasil         | 7                 | 6                 | 6                 | 6                 |
| Canadá         | Medalha de ouro   | Medalha de ouro   | Medalha de prata  | Medalha de bronze |
| Chile          | 5                 | 5                 | 5                 | Medalha de prata  |
| Guiana         | 8                 | 7                 | -                 | -                 |
| Jamaica        | -                 | -                 | -                 | 7                 |
| México         | 6                 | 8                 | -                 | 8                 |
| Estados Unidos | Medalha de bronze | Medalha de bronze | Medalha de bronze | 4                 |
| Uruguai        | 4                 | 4                 | 7                 | 5                 |
| Nations        | 8                 | 8                 | 8                 | 8                 |

### Feminino
| Nação             | 2015              | 2019              | 2023              |
| ----------------- | ----------------- | ----------------- | ----------------- |
| Argentina         | 4                 | 5                 | -                 |
| Brasil            | Medalha de bronze | 4                 | Medalha de bronze |
| Canadá            | Medalha de ouro   | Medalha de ouro   | Medalha de prata  |
| Chile             | -                 | -                 | 7                 |
| Colômbia          | 6                 | Medalha de bronze | 4                 |
| Estados Unidos    | Medalha de prata  | Medalha de prata  | Medalha de ouro   |
| Jamaica           | -                 | -                 | 8                 |
| México            | 5                 | 7                 | 6                 |
| Peru              | -                 | 6                 | -                 |
| Trinidad e Tobago | -                 | 8                 | -                 |
| Nations           | 6                 | 8                 | 8                 |